# Carlos Estrada (football)
Pour les articles homonymes, voir Carlos Estrada.
Carlos Estrada , né le 1er novembre 1961 à Tumaco (Colombie), est un footballeur colombien, qui évoluait au poste d'attaquant au Deportes Tolima, au Deportivo Cali, au Millonarios et à l'Independiente Medellín ainsi qu'en équipe de Colombie.
Estrada ne marque aucun but lors de ses douze sélections avec l'équipe de Colombie entre 1989 et 1991. Il participe à la coupe du monde de football en 1990 et à la Copa América en 1991 avec la Colombie.

## Carrière
- 1982-1983 : Deportes Tolima ( Colombie)
- 1984-1987 : Deportivo Cali ( Colombie)
- 1987-1989 : Millonarios ( Colombie)
- 1990-1992 : Deportivo Cali ( Colombie)
- 1992-1993 : Independiente Medellín ( Colombie)
- 1994 : Deportivo Cali ( Colombie)
- 1995 : Independiente Medellín ( Colombie)[1]

## Palmarès

### En équipe nationale
- 12 sélections et 0 but avec l'équipe de Colombie entre 1989 et 1991.
- Huitième-de-finaliste de la coupe du monde 1990.
- Quatrième de la Copa América 1991.

### Avec Millonarios
- Vainqueur du Championnat de Colombie de football en 1987 et 1988.